# Ulmenrasling
Der Ulmen- oder Laubholzrasling (Hypsizygus ulmarius, Syn.: Lyophyllum ulmarium) ist eine Pilzart aus der Familie der Raslingsverwandten.

## Merkmale

### Makroskopische Merkmale
Der Hut des Ulmenraslings ist 5–15 cm breit, in Ausnahmefällen erreicht er einen Durchmesser von 25 cm. Die Oberfläche ist trocken, seidig strukturiert und elfenbeinfarben, blassgrau oder grau-ockerfarbig. Der Rand kann leicht gerippt sein. Die weißlichen Lamellen stehen gedrängt und sind ausgebuchtet am Stiel angewachsen. Das Sporenpulver ist weiß und die Iod-Farbreaktion ist negativ. Der ebenfalls weißliche Stiel besitzt leicht faserige Struktur. Das feste weiße Fleisch ist im Stiel zäh. Es schmeckt mild und riecht mehlig-gurkenartig.

### Mikroskopische Merkmale
Die rundlichen bis breit elliptischen Sporen haben eine glatte Oberfläche. Sie besitzen keinen Keimporus und messen 5–7 × 4–5,5 Mikrometer.

## Artabgrenzung
Von am gleichen Standort vorkommenden Seitlingen unterscheidet sich die Art durch nicht herablaufende Lamellen und den zentral angeordneten Stiel. Die Raslinge sind bodenbewohnende Saprophyten und wachsen nicht auf Holz.

## Ökologie und Phänologie
Der relativ seltene Ulmenrasling wächst parasitisch an lebenden oder frisch gefällten Laubbäumen, insbesondere an Ulmen. Im Substrat erzeugt er eine Weißfäule. Die büschelig auftretenden Fruchtkörper erscheinen an lebenden Stämmen oftmals in einer Höhe von mehreren Metern.
Die Art fruktifiziert von Oktober bis November.

## Bedeutung
Der Ulmenrasling ist essbar. Da das Vorkommen in den letzten Jahren stark rückläufig ist, sollte die Art geschont werden.